# Placówka Straży Granicznej I linii „Wyżłów”
Placówka Straży Granicznej I linii „Wyżłów” – jednostka organizacyjna Straży Granicznej pełniąca służbę ochronną na granicy polsko-czechosłowackiej w okresie międzywojennym.

## Geneza
Na wniosek Ministerstwa Skarbu, uchwałą z 10 marca 1920 roku, powołano do życia Straż Celną. Od połowy 1921 roku jednostki Straży Celnej rozpoczęły przejmowanie odcinków granicy od pododdziałów Batalionów Celnych. Proces tworzenia Straży Celnej trwał do końca 1922 roku. Placówka Straży Celnej „Wyżłów” weszła w podporządkowanie komisariatu Straży Celnej „Ławoczne” z Inspektoratu SC „Dolina”.

## Formowanie i zmiany organizacyjne
Rozporządzeniem Prezydenta Rzeczypospolitej Polskiej Ignacego Mościckiego z 22 marca 1928 roku, do ochrony północnej, zachodniej i południowej granicy państwa, a w szczególności do ich ochrony celnej, powoływano z dniem 2 kwietnia 1928 roku  Straż Graniczną.
Rozkazem nr 5 z 16 maja 1928 roku w sprawie organizacji Małopolskiego Inspektoratu Okręgowego dowódca Straży Granicznej gen. bryg. Stefan Pasławski określił strukturę organizacyjną komisariatu SG „Sławsko”. 
Już 8 września 1828 dowódca Straży Granicznej rozkazem nr 6  w sprawie organizacji Małopolskiego Inspektoratu Okręgowego podpisanym w zastępstwie przez mjr. Wacława Szpilczyńskiego zmieniał organizację komisariatu i ustalał zasięg placówek. 
Placówka Straży Granicznej I linii „Wyżłów” znalazła się w jego strukturze.
Na początku 1939 roku 1 pułk piechoty KOP „Karpaty” przejął od Straży Granicznej odcinek granicy polsko-węgierskiej. Placówka Straży Granicznej I linii „Wyżłów” została rozwiązana. Batalion KOP „Skole” zorganizował między innymi strażnicę KOP „Wyżłów”.

## Służba graniczna
Sąsiednie placówki:
- placówka Straży Granicznej I linii „Kliniec” ⇔ placówka Straży Granicznej I linii „Oporzec”− IX 1928[7]